# Congonhas
Congonhas – brazylijskie miasto położone w Minas Gerais, 90 km na południe od Belo Horizonte. Ludność: 50.000.
W roku 1985 znajdujące się w tym mieście sanktuarium Bom Jesus zostało wpisane na Listę światowego dziedzictwa UNESCO. Rzeźby wokół budowli zostały stworzone przez brazylijskiego rzeźbiarza barokowego Aleijadinho.